# Blossin

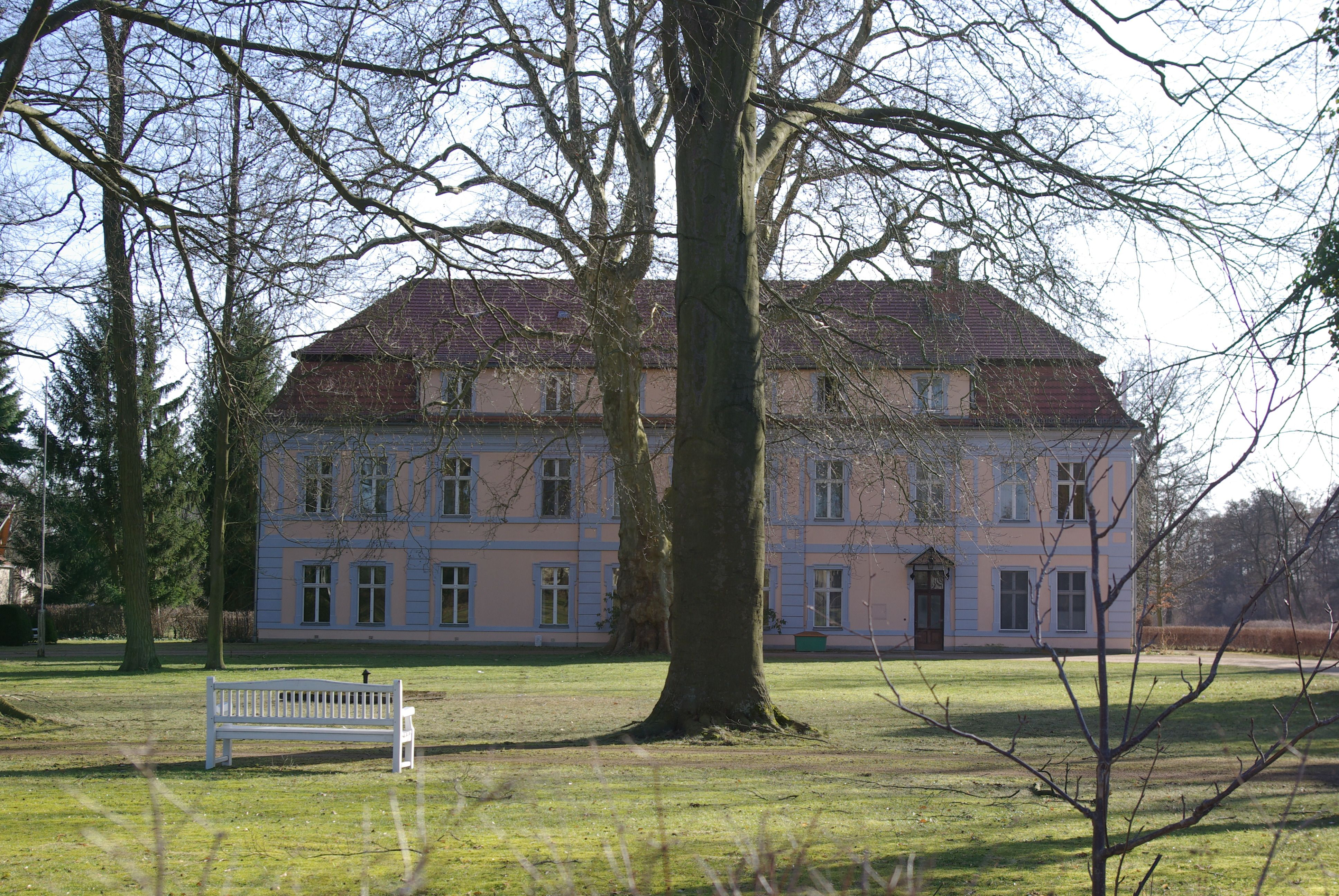
Das alte Gutshaus

Blossin (niedersorbisch Błožin) ist ein Ortsteil der Gemeinde Heidesee im Landkreis Dahme-Spreewald (Land Brandenburg), südöstlich von Berlin gelegen. Blossin wurde 1448 erstmals urkundlich genannt und war bis 2003 eine eigenständige Gemeinde.

## Geographie
Der Ort Blossin liegt unmittelbar am Westufer des Wolziger Sees an der Straße von Friedersdorf nach Storkow. Die Gemarkung misst 12,87 km², der Ortskern liegt auf einer Höhe von 35 m ü. NHN. Blossin hat derzeit (2012) etwa 200 Einwohner. Direkt westlich des Ortskerns liegt der kleine Küchensee. Im südlichen Teil der Gemarkung verbindet das Storkower Gewässer den Wolziger See mit dem Langen See. Höchste Erhebung ist der Weiße Berg direkt nordnordöstlich des Ortskerns mit 53,6 m.
Nordwestlich des Ortskerns an der Straße von Blossin nach Friedersdorf und dicht an der Gemarkungsgrenze liegt der Wohnplatz Bergschäferei. Ein Wohnplatz gleichen Namens liegt ein Stück weiter Richtung Friedersdorf auf Friedersdorfer Gemarkung. Der Wohnplatz Wolziger Kolonie am Wolziger See, der überwiegend auf der Gemarkung Wolzig liegt, reicht noch auf Blossiner Gemarkung.
| Jahr | Einwohner |
| ---- | --------- |
| 1774 | 137       |
| 1801 | 183       |
| 1817 | 169       |
| 1837 | 216       |
| 1858 | 201       |
| 1895 | 206       |
| 1925 | 222       |
| 1939 | 179       |
| 1946 | 276       |
| 1964 | 237       |
| 1971 | 209       |
| 1981 | 208       |
| 1991 | 207       |
| 2002 | 230       |

## Geschichte
Der Ort wurde erstmals 1448 als Blessin erwähnt. Damals war er im Besitz der Herren von Queiß. Der Name Blossin stammt aus der altsorbischen Sprache und bedeutet: Siedlung/Dorf eines Bloš(a) oder Blož(a). Bloš(a)/Blož(a) ist die Koseform von Vornamen wie Blogomil oder auch Blahomil, zu nso. bložki glücklich, selig. Von der Dorfstruktur her ist Blossin ein Sackgassendorf mit Gut.

### Dorfgeschichte
Die Größe des Dorfes bzw. die Hufenzahl wird im Laufe der Geschichte sehr unterschiedlich angegeben. 1528 gab es eine Schäferei in Blossin. Für 1576 werden nur 4½ Bauernhufen genannt (allerdings ohne die Ritterhufen), 1600 sind es 4½ Bauernhufen und 6 Ritterhufen, 1727 12½ Hufen (nicht differenziert) und 1801 12 Bauernhufen und 6 Ritterhufen. 1556 gehörte zum Ort auch ein Weinberg. 1576 lagen die 4½ Bauernhufen unbebaut, auch waren vier Kossätenstellen (von acht) nicht besetzt. Neben den vier Kossäten wohnten noch zwei Häusler im Ort. Um 1600 waren wahrscheinlich wieder alle Bauern- und Kossätenstellen besetzt. Erstmals wird (wieder) ein Schäfer genannt. Aus der Zeit des Dreißigjährigen Krieges und den Jahrzehnten danach liegen keine Berichte vor. 1692 lagen 4½ Bauernhufen und 4 von 8 Kossätenstellen immer noch wüst. Anscheinend wurde ein Teil des Ackerlandes als Weide genutzt; genannt werden ein Hirte und ein Pachtschäfer. Außerdem hatte das Dorf Fischereirechte im Wolziger See.
1727 werden 12½ Hufen angegeben, die anscheinend in Bewirtschaftung waren. 1745 war ein Vorwerk entstanden, das sämtliche Bauernhufen bewirtschaftete. Nur noch vier Kossäten wohnten im Ort, dazu ein Heideläufer (Unterförster). Außerdem gab es eine Schäferei im Ort. 1775 wohnten 4 Kossäten und 18 Büdner und andere im Ort, insgesamt 24 Feuerstellen. 1801 wohnten neben den 4 Kossäten 17 Einlieger im Ort. Es gab inzwischen auch einen Krug. Zusammen mit dem Amtssitzvorwerk zählte man in Blossin 26 Feuerstellen (Haushaltungen).
1810 wurde das Vorwerk Blossin zu Erbpacht an den Grafen von der Schulenburg-Vitzenburg verkauft. Dazu gehörten ein großes, massives, wohl erhaltenes Wohnhaus, 462 Morgen Acker, 78 Morgen Wiesen und 16 Morgen Gärten, eine Brauerei, eine Brennerei, die Fischerei im Küchensee, im Blossinschen Fließ und vor allem im Wolziger See, private Hütungen und 1498 Morgen Forst. Das Amt Blossin wurde in ein reines Rentamt umgewandelt, d. h., es zog nur noch die Pächte und Abgaben ein. 1812 wurde auch die Unterförsterei in Blossin verkauft. Der Anschlag (=Wert) wurde mit 546 Talern angegeben. 1826 war der Pächter des Vorwerks anscheinend in Pachtrückstand gekommen und in Konkurs gegangen. Im Rahmen der Zwangsversteigerung (Subhastation) fiel das Gut an den König zurück. Das Gut wurde 1827 von der Königlichen Regierung in Potsdam erneut an die Baronin Hermine de Lavière in Erbpacht „ausgetan“, für ein Erbstandsgeld in Höhe von insgesamt 12148 Talern und eine jährliche Pacht von 900 Talern. Für das Vorwerk Blossin allein betrug das Erbstandsgeld 7010 Taler und die jährliche Pacht 1702 Taler. Zum Gut gehörten ein anständiges herrschaftliches Wohnhaus, 462 Morgen 151 QR Acker, 29 Morgen 7 QR Hütung (Wiesen), 16 Morgen 152 QR Gärten und 1498 Morgen 129 QR Forstfläche. Das Gut hatte die Brenn- und Braugerechtigkeit und mehrere Krüge waren zwangsverpflichtet zur Abnahme des Bieres und der Spirituosen. Dazu gehörte auch die Fischerei u. a. im Wolziger See, die vom vorigen Erbpächter separat für 620 Talern verpachtet worden war. Der neue Pächter musste das auf dem Gut vorhandene Inventarium bezahlen. Hermine Baronin von Laviére vererbpachtete das Vorwerk 1829 weiter an den Oberförster Ernst Friedrich Wilhelm Duhmcke.

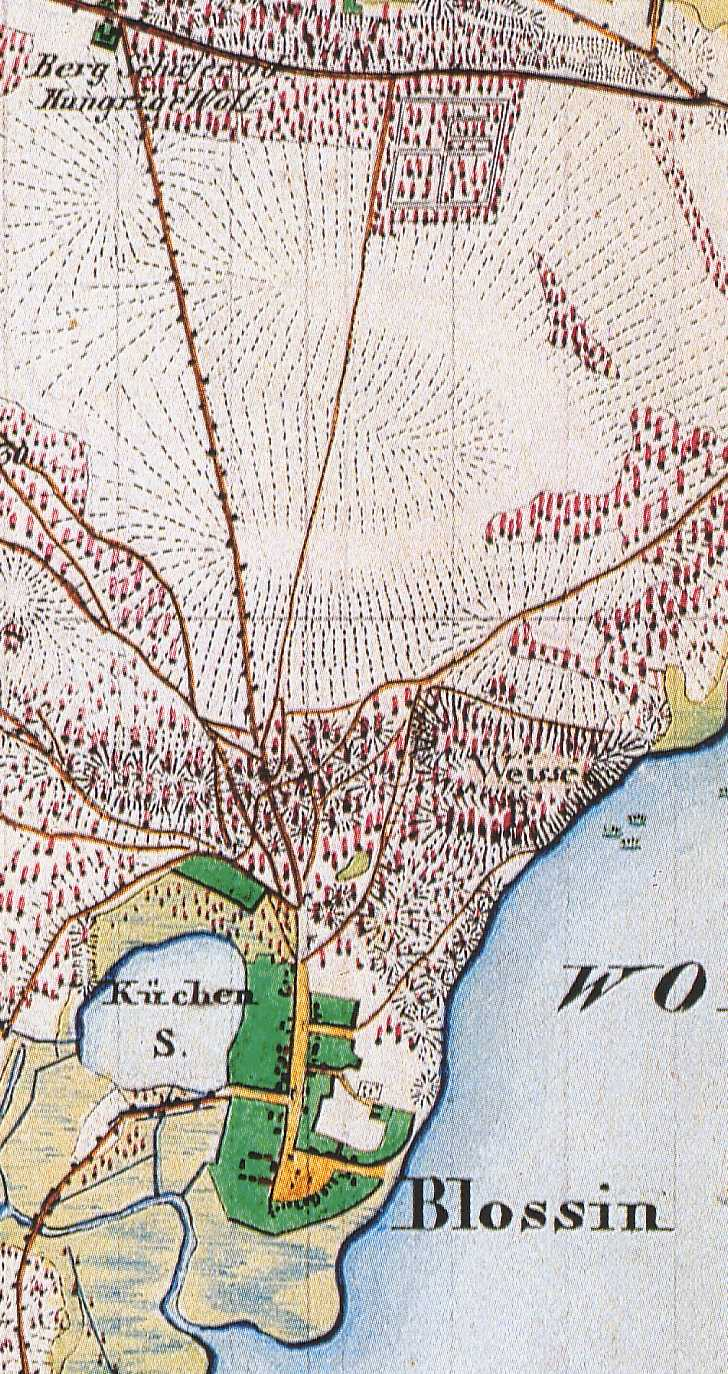
Blossin mit Bergschäferei (oder Heideschäferei) auf dem Urmesstischblatt 3748 Friedersdorf von 1841

1837 war der Ort mit Vorwerk und Heideschäferei (später Bergschäferei Hungriger Wolf genannt; siehe Urmesstischblatt) auf 31 Wohngebäude angewachsen. Der damalige Pächter Selmar Seiffert wurde 1838 zum Schiedsmann des 4. ländlichen Bezirk des Kreis Beeskow-Storkow bestimmt. 1845 wurde das Gut erneut zwangsversteigert. 1848 beabsichtigte der damalige Gutsbesitzer Hinrichs im ehemaligen Brennereigebäude eine Stärkefabrik einzurichten. Berghaus nennt für den Zeitraum vor 1856 einen Besitzer Hinrichs. 1856 richtete die Tochter des Domänenpächters Michaelsen eine Näh- und Strickschule für Mädchen im Dorf ein. 1858 wurden im Gemeindebezirk ein öffentliches Gebäude, 26 Wohngebäude und 48 Wirtschaftsgebäude gezählt, zum Gut gehörten drei Wohngebäude und acht Wirtschaftsgebäude, darunter eine Stärke- und Sirupfabrik. Nicht mit eingerechnet war die Heideschäferei (oder nun auch Bergschäferei genannt). 1861 zählte der Ort 30 Häuser und hatte 200 Einwohner, darunter auch sieben Juden. Es gab eine Schule, eine Schäferei und einen Torfstich. 1871 und 1879 gehörte das Rittergut einem Eduard Hermann Riemeyer. Er besaß das Gut bis mindestens 1885, spätestens bis 1889, denn in diesem Jahr ist bereits ein Willmann, wohl der folgende Oskar Willmann als Rittergutsbesitzer in Blossin belegt. 1893 gehörte das Gut Oskar Willmann, der in diesem Jahr Wahlmann für den Kreis Beeskow-Storkow war. Ab 1896 (bis 1929) wird Max Willmann als Rittergutsbesitzer in Blossin genannt. 1900 gab es 38 Wohnhäuser (Dorf und Gut), und 1931 39 Wohnhäuser.
1935 erwarb Baron von Lippert das Gut Blossin und richtete darin eine Pferdezucht und ein Mädchenpensionat ein.
In der Bodenreform von 1946 wurden insgesamt 1120 ha, darunter das Gut Blossin, enteignet. 20 Landarbeiter und landlose Bauern erhielten insgesamt 154 ha, 18 landarme Bauern erhielten 62 ha, 19 Umsiedler 72 ha und 38 ha wurden an 16 Arbeiter und Angestellte verteilt. Die Gemeinden Friedersdorf und Wolzig erhielten zusammen 12 ha. 588 ha waren Wasserflächen, die an die Provinzialverwaltung überwiesen wurden. 165 ha gingen an Behörden der Selbstverwaltung und 29 ha Wald wurde an 10 Altbauern verteilt.
Zu DDR-Zeiten befand sich im Ort ein Betriebs-Ferienlager des VEB Zentralwerkstatt Regis, das der Betrieb für die Kinder seiner Betriebsangehörigen unterhielt.
1954 wurden die Großberliner Wasser- und Entwässerungswerke Eigentümer des Schlosses. 1955 wurde das Schloss zum Ferienheim umgebaut. 1960 hatte sich eine LPG Typ I mit 15 Mitgliedern und 91 ha Nutzfläche gebildet. 1970 schlossen sich die LPG's in Bindow, Blossin und Dolgenbrodt zusammen. 1971 wurde diese LPG in eine LPG Typ III umgewandelt. 1983 wurde das Gutshaus unter Denkmalschutz gestellt und von 1986 bis 1989 saniert. 1990 ging es wieder in den Besitz der Berliner Wasserbetriebe über, die das Gebäude als Seminarhotel nutzten. 1998 wurde es erneut restauriert. 2007 wurde das Gebäude und das Gelände von der teenex.e. V. erworben und seither als Jugendhilfeeinrichtung genutzt.

### Besitzgeschichte
Als erste Ortsherren erscheinen in der Erstnennung Blossins die Herren von Queis. 1448 verlieh Friedrich von Bieberstein der Frau des Heinrich Gwiß das Dorf Blossin als Leibgedinge. Ein (jüngerer) Heinrich von Queis führte 1528 eine Privatfehde gegen den Bischof von Lebus, seinen Lehensherr und war am spektakulären Überfall des Nickel von Minckwitz auf den Bischof von Lebus in Fürstenwalde beteiligt. Vermutlich als Folge der Fehde und des Überfalls auf Fürstenwalde verlor er den Ort oder musste ihn verkaufen. 1555 war Georg Lawaldt im Besitz von Blossin. Zur gesamten Hand waren seine Vettern Erhard, Joachim und Christoph in Lublow  mitbelehnt. Bei der Musterung von 1583 mussten die von Lawaldt zusammen mit Georg von Schlieben zu Stansdorf ein Ritterpferd stellen. Nach dem Urteil der Musterungskommission ist dies zimlich gerust gewesen. 1642 ging die Ortsherrschaft auf die von Maltitz über. Hans Joachim von Maltitz auf Plössin und Catharina von Bredow, Witwe des kurbrandenburgischen Rittmeister Joachim von Ketzlin auf Klessen, vereinbarten am 19. Februar 1656 eine Ehestiftung in Höhe von 8.000 Talern. Nach Rudolf Biedermann soll Blossin 1681 kurzzeitig im Besitz der Schenken von Landsberg gewesen sein. Joachim-Friedrich Schenk von Landsberg tauschte in diesem Jahr mit Otto Joachim von Langen Blossin gegen Sputendorf (Waldeck) ein. Der Tausch muss bald rückgängig gemacht worden sein, denn 1684 verpachtete Schenk Joachim-Friedrich das Vorwerk Sputendorf an einen Meier. Andererseits erteilte Kurfürst Friedrich Wilhelm 1685 dem Otto Joachim von Langen seine Zustimmung zur Verpfändung von Blossin an den Bürgermeister Christian Friedrich Bartholdi (1644–1707) zu Cölln für 3.500 Taler auf die Dauer von 20 Jahren. 1686 erhielt Christian Friedrich Bartholdi die Belehnung mit Blossin. 1712 überließen seine Erben ihrem Miterben Friedrich Heinrich von Bartholdi, Freiherr von Micrander (1677–1730) das Gut Blossin für 10.000 Taler. Am 31. Oktober 1729 verkaufte Präsident Friedrich Heinrich von Bartholdi, Freiherr von Micrander das Gut Blossin für 16.000 Taler an den preußischen König Friedrich Wilhelm I. („der Soldatenkönig“), der dann daraus das Amt Blossin bildete. Bis 1813 war die Verwaltung der Ämter der Herrschaft Wusterhausen, und damit auch das Amt Blossin, an die Königliche Regierung in Potsdam überwiesen worden. 1829 wurde das Amt Blossin aufgelöst und dem Amt Königs Wusterhausen zugewiesen. 1843 wurde die Herrschaft Wusterhausen wieder aus der Verwaltung der Königlichen Regierung in Potsdam gelöst und der Hofkammer der Königlichen Familiengüter zugeteilt. 1852 wurde Blossin vom Rent- und Polizeiamt Königs Wusterhausen verwaltet. Die Herrschaft Königs Wusterhausen wurde 1872 aufgelöst. 1849 entstanden der Gemeindebezirk und der Gutsbezirk Blossin. 1858 umfasste der Gemeindebezirk 804 Morgen, der Gutsbezirk mit Vorwerk und Bergschäferei 1770 Morgen. 1928 wurden Gemeinde- und Gutsbezirk zur Gemeinde Blossin vereinigt.

## Politische und kommunale Zugehörigkeit
Das Dorf Blossin gehörte zur ursprünglich niederlausitzischen Herrschaft Storkow, die Besitzer des Dorfes waren Vasallen der jeweiligen Besitzer der Herrschaft Storkow bzw. der Burg Storkow. Nach dem Aussterben der von Strele, die schon kurz nach 1200 auf der Burg Storkow nachgewiesen sind, ging die Herrschaft Storkow 1384 an die Herren von Biberstein über. 1518 mussten diese die Herrschaft an den Bischof von Lebus Dietrich von Bülow verpfänden. 1556 kam die Herrschaft Storkow, zusammen mit der Herrschaft Beeskow an das Kurfürstentum Brandenburg. 1576 kamen die Herrschaften Beeskow und Storkow zunächst noch als böhmisches Lehen an Brandenburg, die Zugehörigkeit zum Markgraftum Niederlausitz wurde 1742 mit der Aufhebung der Lehensabhängigkeit endgültig gelöst. Heute wird die Gegend um Storkow im landläufigen Sinn nicht mehr zur Niederlausitz gerechnet. Aus den beiden Herrschaften Beeskow und Storkow bildete sich bis um 1800 der Beeskow-Storkowische Kreis heraus. 1816 wurden der Beeskow-Storkowische Kreis und der Teltowische Kreis zum Kreis Teltow-Storkow zusammengefasst, aber bereits 1835 wieder getrennt. 1950 bis 1952 war der Ort kurzzeitig dem Kreis Fürstenwalde zugeordnet. Bei der Kreisreform von 1952 kam Blossin zum Kreis Königs Wusterhausen. 1993 wurde der Kreis Königs Wusterhausen zusammen mit den Kreisen Lübben und dem größten Teil des Kreises Luckau zum Landkreis Dahme-Spreewald vereinigt.
Im Rahmen der Verwaltungsreform nach der politischen Wende in der damaligen DDR gründete Blossin 1992 zusammen mit elf anderen Gemeinden das Amt Friedersdorf. Am 15. Mai 2002 genehmigte das Ministerium des Inneren des Landes Brandenburg den Zusammenschluss der Gemeinden Bindow, Blossin, Dannenreich, Friedersdorf, Kolberg und Prieros zur neuen Gemeinde Heidesee. Der Zusammenschluss wurde aber erst zum 26. Oktober 2003 rechtswirksam. Weitere Gemeinden wurden zum selben Datum per Gesetz nach Heidesee eingegliedert. Seither ist Blossin ein Ortsteil der Gemeinde Heidesee.

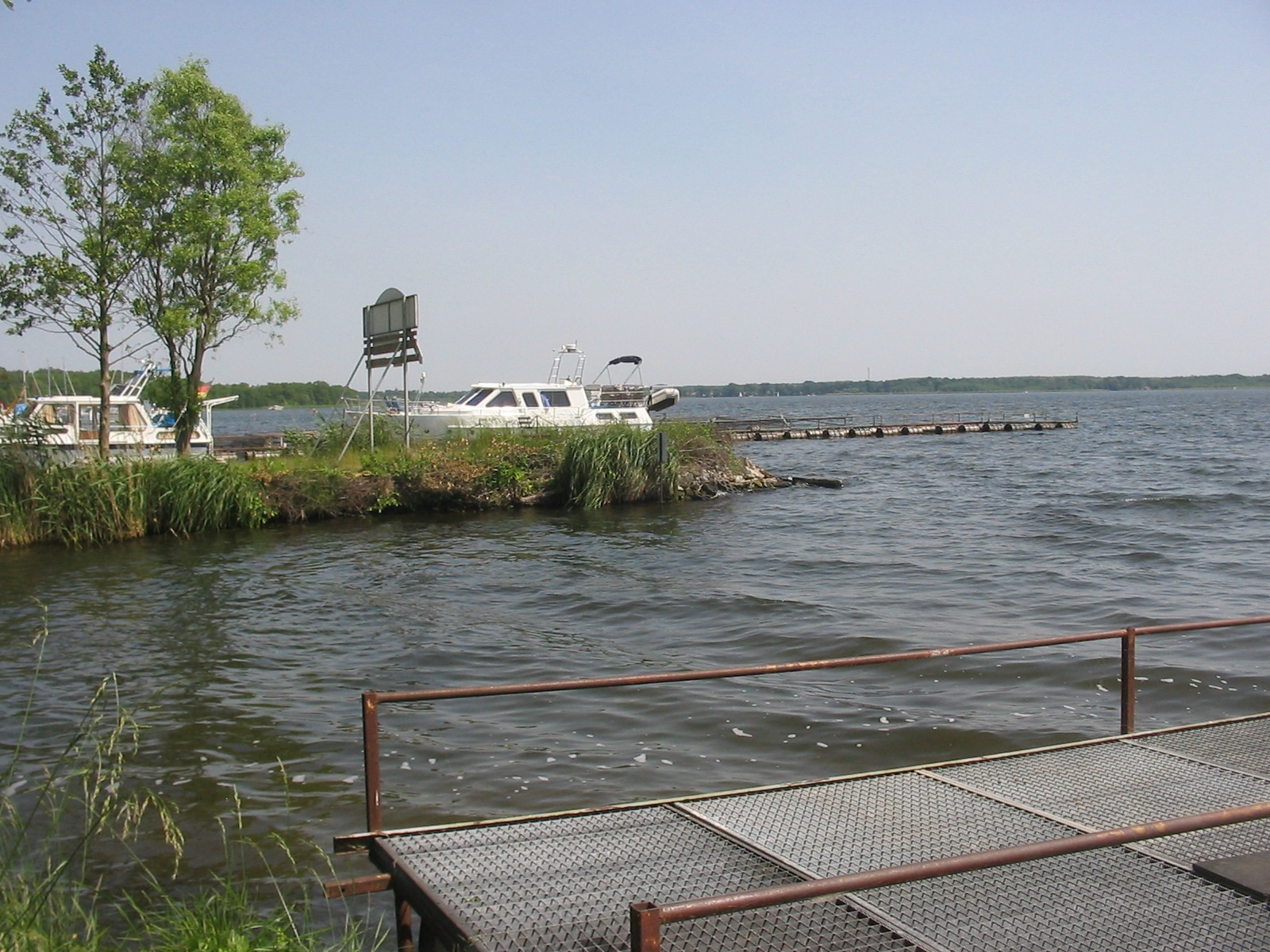
Bootsanleger in Blossin (am Westufer des Wolziger Sees)

## Freizeit und Bildung
Heute ist Blossin vor allem ein Ausflugsort für Wassersportler. Bis 1990 befand sich hier die Ausbildungsstätte der Deutschen Hochschule für Körperkultur Leipzig für Wasserfahrsportarten. Dort angesiedelt war auch ein Schulungszentrum des Staatssekretariats für Körperkultur und Sport der DDR. Das Gelände am Wolziger See wird heute als Freizeit- und Sportzentrum mit Yachthafen genutzt. Außerdem befindet sich dort (Waldweg 10) das Jugendbildungszentrum Blossin.

## Denkmale und Sehenswürdigkeiten
Die Denkmalliste des Landes Brandenburg für den Landkreis Dahme-Spreewald verzeichnet folgende Boden- und Baudenkmale (Stadt Ende 2012).

### Baudenkmale
- Gutshaus mit Parkanlage Blossin, Anger 7. Zweigeschossiger Putzbau von elf Achsen, vermutlich Ende der 1. Hälfte des 18. Jahrhunderts. Heute ist im Gutshaus eine Jugendhilfeeinrichtung untergebracht.[23]

### Bodendenkmale
- Nr. 12134, Flur 2,5: Rast- und Werkplatz Steinzeit, Siedlung des slawischen Mittelalter, ein Gräberfeld des slawischen Mittelalter, eine Siedlung der Bronzezeit, ein Gräberfeld der Bronzezeit
- Nr. 12136, Flur 2,5: eine Siedlung der Urgeschichte, eine Siedlung des slawischen Mittelalter
- Nr. 12137, Flur 1,2: der Dorfkern des deutschen Mittelalter, der Dorfkern der Neuzeit

### Naturdenkmale
Auf der Gemarkung Blossin sind folgende Naturdenkmale vorhanden:
- die Obstallee Kolberg-Blossin
- Küchensee (Flächennaturdenkmal)